# Jameer Nelson
Pour les articles homonymes, voir Nelson.
Jameer Nelson est un joueur puis dirigeant américain de basket-ball. Comme joueur, il joue au poste de meneur. Nelson est né à Chester en Pennsylvanie le 9 février 1982. Il mesure 1,80 m pour environ 86 kg.

## Biographie

### Carrière universitaire
Il fait ses études universitaires à l'université Saint Joseph, dans sa région natale de Pennsylvanie, où il étudie la sociologie. Au cours de ses 4 saisons universitaires, il disputera au total 125 rencontres avec les Hawks de Saint-Joseph, où il a notamment côtoyé un autre futur joueur NBA, Delonte West. C'est en 2003 lors de sa saison junior (troisième année) qu'il qualifiera avec ses équipiers Saint-Joseph pour la March Madness (tournoi final de la saison universitaire), où son équipe va s'incliner de justesse face à Auburn, en prolongations, et malgré les 32 points de Nelson ce jour-là. Ce beau parcours d'une petite fac va faire connaître Jameer Nelson (il a notamment fait la une du prestigieux hebdomadaire américain Sports Illustrated en février 2004) et le joueur va cumuler les distinctions personnelles (Wooden Award, Naismith Award, etc.).
Son numéro de maillot à l'université, le 14, le même que celui qu'il choisira plus tard en NBA, a été retiré par Saint-Joseph le 23 avril 2004.

### Carrière professionnelle de joueur

#### Magic d'Orlando (2004-2014)

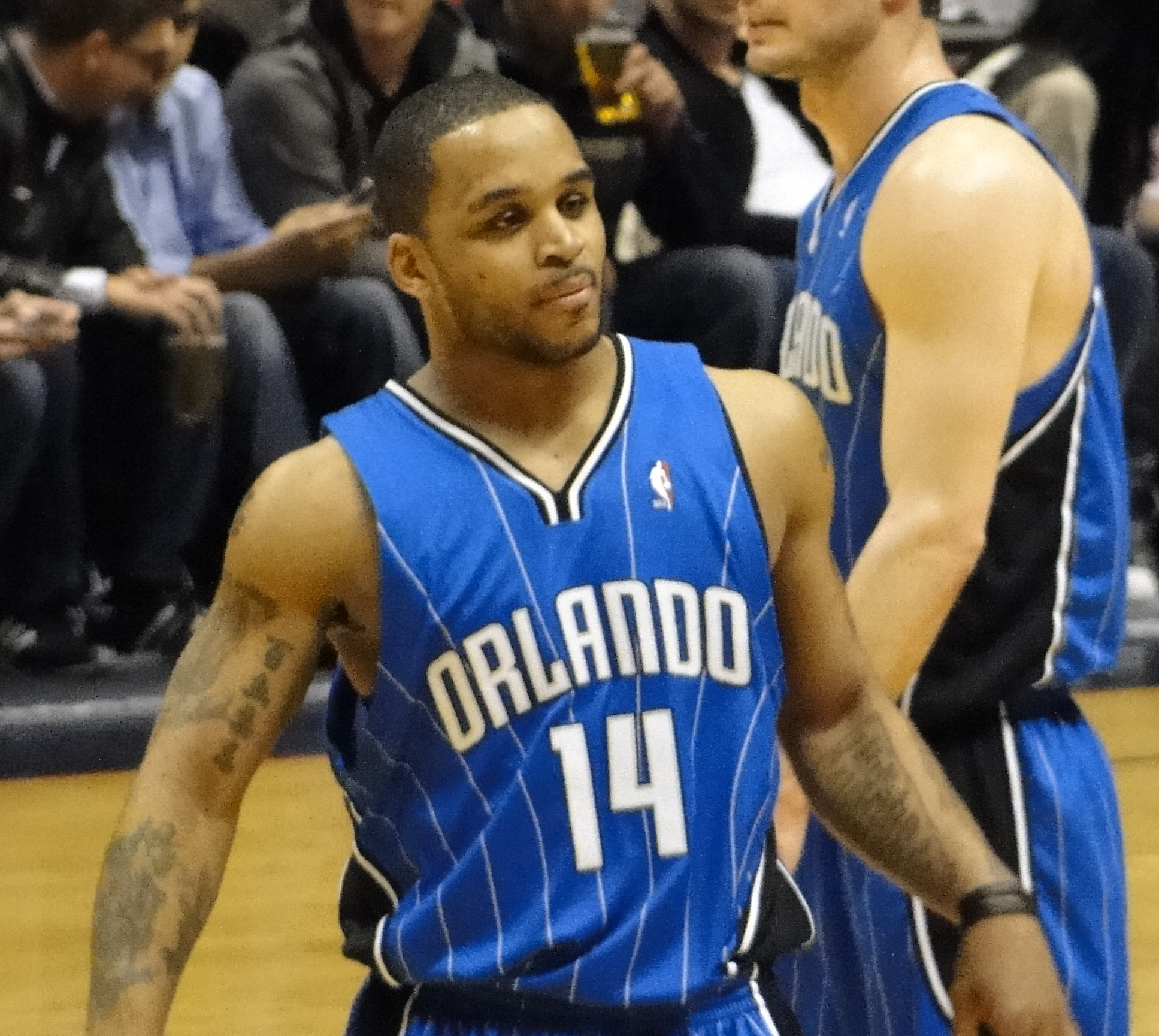
Nelson avec le Magic

Malgré sa réputation de star universitaire, les doutes sur son adaptation à la NBA sont nombreux, en raison de sa petite taille (1,83 m). Il est malgré tout sélectionné au premier tour de la draft 2004 en 20e position par les Nuggets de Denver, avant d'être immédiatement acquis par le Magic d'Orlando. Lors de sa saison rookie, il est barré à son poste par le multiple All-Star Steve Francis qui vient lui aussi de débarquer à Orlando cet été-là. Mais quelques mois plus tard, l'entraîneur Johnny Davis décide de propulser le rookie Nelson dans le cinq de départ et de décaler Francis au poste d'arrière. C'est à ce moment que Nelson va faire ses preuves. Même si la saison suivante il n'est pas systématiquement titulaire sous les ordres de Brian Hill, le joueur va cependant réaliser une belle saison, inscrivant 14.6 points en moyenne par rencontre, avec une efficacité intéressante (48,3 % aux tirs, 42,4 % à 3 points). Mais les 2 saisons qui vont suivre vont voir le joueur stagner dans sa progression, voire régresser sur le plan statistique, bien que Nelson soit devenu titulaire indiscutable. Le déclic va se produire au cours de la saison 2008-2009 : il réalise un très bon début de saison, qui lui vaut même d'être sélectionné pour le All-Star Game pour la première fois de sa carrière. Mais il ne peut finalement pas prendre part à cet événement à cause d'une blessure à l'épaule face aux Mavericks qui met un terme à sa saison. Cependant, il effectue in extremis son retour pour les finales NBA, et participe à chaque rencontre face aux Lakers, en tant que remplaçant de Rafer Alston.
Lors de la saison 2009-2010, ses statistiques sont en baisse comparées à sa saison précédente, mais celles-ci restent convenables. D'autant qu'il va par la suite se réveiller et réaliser de très bons playoffs 2010 (19 points, 47,9 % au tir, 39,3 % à trois points, 4,8 passes décisives, 3,6 rebonds de moyenne), où son équipe gagne deux séries aisément avant de s'incliner en finale de conférence face aux Celtics de Boston.
Lors des 2 saisons suivantes, il est toujours l'un des hommes de base d'une équipe qui va néanmoins marquer un déclin, avec des éliminations au premier tour des Playoffs, respectivement face à Atlanta puis Indiana.
Le 5 juillet 2012, après avoir "testé" le marché, il prolonge avec le Magic pour trois saisons de plus alors que des tensions avec son ami Dwight Howard, sur le départ, se font sentir. À la suite de l'échange de D12, Nelson devient alors le plus ancien joueur de l'effectif, et ses responsabilités, déjà importantes au sein du vestiaire (cocapitaine depuis plusieurs saisons), sont accrues.
Le 7 janvier 2013, grâce à ses 12 passes décisives contre les Blazers, il devient le meilleur passeur de l'histoire d'Orlando, dépassant Scott Skiles. Au cours de cette saison du renouveau pour sa franchise, il va enregistrer ses meilleures statistiques en carrière en termes de passes décisives, rebonds, et interceptions par match, mais va également manquer 26 rencontres en raison de petites blessures.

#### Mavericks de Dallas (juil.-déc. 2014)
Le 23 juillet 2014, après 10 saisons passées en Floride, son contrat est résilié par Orlando et il décide alors de rejoindre les Mavericks de Dallas qu'il a préféré aux Rockets de Houston.

#### Celtics de Boston (déc. 2014-jan. 2015)
Mais il ne reste pas longtemps dans le Texas, puisqu'il fait partie, le 18 décembre 2014, d'un transfert qui voit Rajon Rondo et Dwight Powell arriver aux Mavericks de Dallas et l'envoie à Boston en compagnie de Brandan Wright, Jae Crowder, un premier et un second tour de draft ainsi que 12,9 millions de dollars. Son séjour dans le Massachusetts est également de courte durée. En six matchs, il a des moyennes de 4,8 points et 5,5 passes décisives par match.

#### Nuggets de Denver (jan. 2015-2017)
Le 13 janvier 2015, il est de nouveau échangé contre Nate Robinson pour atterrir finalement aux Nuggets de Denver, une franchise qui l'avait choisi lors de la draft 2004.
Le 26 juin 2015, il choisit de devenir free agent pour pouvoir tester le marché.
Le 13 juillet 2015, il prolonge aux Nuggets pour 13,5 millions de dollars sur trois ans.

### Carrière de dirigeant
En octobre 2020, Nelson est nommé general manager adjoint des Blue Coats du Delaware, équipe de NBA G-League affiliée aux 76ers de Philadelphie. En novembre 2023, il est promu general manager des Blue Coats, en remplacement de Prosper Karangwa.

## Palmarès et distinctions
- John R. Wooden Award 2004.
- Oscar Robertson Trophy 2004.
- Naismith College Player of the Year 2004.
- NBA All-Rookie Second Team 2004-05.
- NBA All-Star 2009 (n'a pas joué, blessé).
- Finaliste NBA 2009.
- Meilleur total de passes décisives dans l'histoire d'Orlando

## Records sur une rencontre en NBA
Les records personnels de Jameer Nelson, officiellement recensés par la NBA sont les suivants :
| Type de statistique        | Saison régulière | Saison régulière                            | Saison régulière                 | Playoffs | Playoffs                                     | Playoffs                    |
| Type de statistique        | Record           | Adversaire                                  | Date                             | Record   | Adversaire                                   | Date                        |
| -------------------------- | ---------------- | ------------------------------------------- | -------------------------------- | -------- | -------------------------------------------- | --------------------------- |
| Points                     | 32               | 3 fois                                      |                                  | 32       | Bobcats de Charlotte @ Bobcats de Charlotte  | 18 avril 2010 24 avril 2010 |
| Paniers marqués            | 13               | @ Warriors de Golden State Bulls de Chicago | 15 décembre 2008 15 janvier 2014 | 12       | @ Bobcats de Charlotte                       | 24 avril 2010               |
| Paniers tentés             | 30               | Bulls de Chicago                            | 15 janvier 2014                  | 21       | @ Bobcats de Charlotte @ Pacers de l'Indiana | 24 avril 2010 8 mai 2012    |
| Paniers à 3 points réussis | 6                | Bulls de Chicago                            | 2 janvier 2013                   | 5        | 3 fois                                       |                             |
| Paniers à 3 points tentés  | 13               | Bulls de Chicago                            | 15 janvier 2014                  | 9        | @ Bobcats de Charlotte @ Celtics de Boston   | 24 avril 2010 22 mai 2010   |
| Lancers francs réussis     | 12               | @ SuperSonics de Seattle                    | 11 janvier 2006                  | 8        | 4 fois                                       |                             |
| Lancers francs tentés      | 14               | @ SuperSonics de Seattle                    | 11 janvier 2006                  | 10       | @ Bobcats de Charlotte                       | 26 avril 2010               |
| Rebonds offensifs          | 4                | @ Jazz de l'Utah                            | 27 novembre 2006                 | 4        | Celtics de Boston Hawks d'Atlanta            | 16 mai 2010 16 avril 2011   |
| Rebonds défensifs          | 10               | @ Thunder d'Oklahoma City                   | 12 novembre 2008                 | 5        | @ Pistons de Détroit Hawks d'Atlanta         | 5 mai 2008 19 avril 2011    |
| Rebonds totaux             | 10               | @ Thunder d'Oklahoma City                   | 12 novembre 2008                 | 9        | Celtics de Boston                            | 16 mai 2010                 |
| Passes décisives           | 15               | Trail Blazers de Portland                   | 10 février 2013                  | 11       | Pacers de l'Indiana                          | 5 mai 2012                  |
| Interceptions              | 7                | Sixers de Philadelphie                      | 22 janvier 2005                  | 4        | @ Bobcats de Charlotte                       | 24 avril 2010               |
| Contres                    | 2                | 3 fois                                      |                                  | 1        | 3 fois                                       |                             |
| Balles perdues             | 7                | 7 fois                                      |                                  | 6        | @ Celtics de Boston                          | 24 avril 2010               |
| Minutes jouées             | 54               | Bulls de Chicago                            | 15 janvier 2014                  | 43       | @ Celtics de Boston Pacers de l'Indiana      | 24 avril 2010 5 mai 2012    |

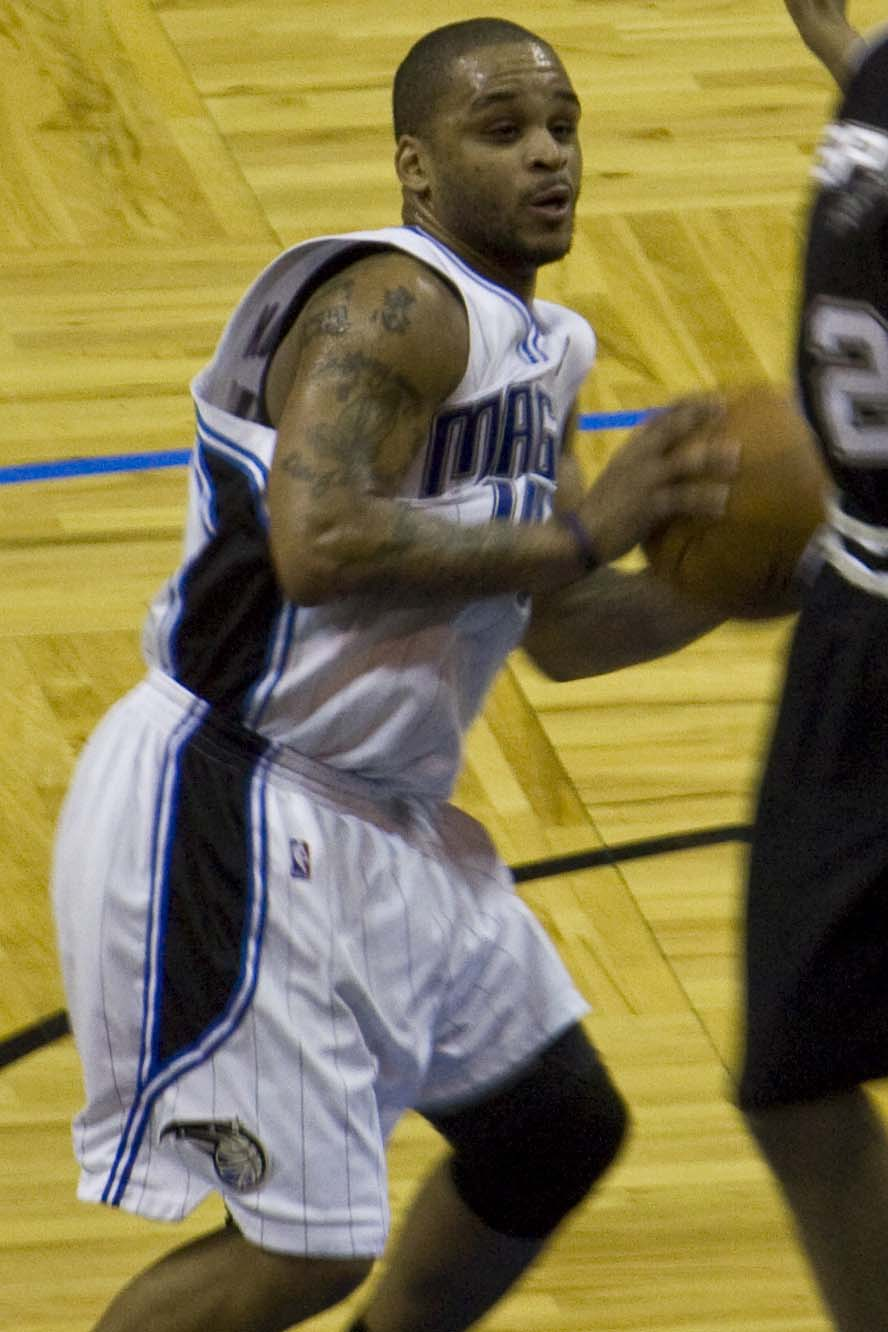
Jameer Nelson en mars 2010.

- Double-double : 43 (dont 2 en playoffs) (au 16/01/2015)
- Triple-double : aucun.

## Vie privée
- Jameer Nelson est marié à Imani[10]. Il a un fils, Jameer Jr., et 3 filles, Jamia, Jayden et Jayce[11].
- En 2004, Elaine Whelan, ainsi que son père Floyd "Pete" Nelson, lui consacrent un livre, intitulé "This Jameer Kid".
- Son père est mort d'une noyade le 30 août 2007.